# Ernest Carbonne
Pour les articles homonymes, voir Carbonne (homonymie).
Raymond Jean-Baptiste Ernest Carbonne (30 juillet 1860 à Toulouse - 1924) est un ténor et régisseur de théâtre français qui a longtemps travaillé à l'Opéra-Comique à Paris.

## Biographie et carrière
Carbonne a fait ses études au conservatoire de Toulouse, obtenant des premiers prix de chant. Il a été l'élève de Léon Achard et Bax au Conservatoire de Paris, remportant le premier prix en 1889.
Il a fait ses débuts à l'Opéra-Comique de Paris le 15 janvier 1890, chantant Sylvain dans Les Dragons de Villars et a continué interpréter beaucoup de rôles. Il a créé des rôles dans La Basoche, La Carmélite, Louise, La Reine Fiammette (en). Il a participé ainsi à la création à Paris du Jongleur de Notre Dame, Falstaff et La Navarraise. Parmi les autres rôles, on trouve le Timonier dans le Vaisseau fantôme, Evandre dans Alceste, Almaviva dans Le Barbier de Séville, Birotteau dans Le Caïd, Dickson dans La Dame blanche, Daniel dans Le Chalet, Horace dans Le Domino noir, Lorenzo dans Fra Diavolo, Vincent dans Mireille, Nicias dans Phryné, Benoit dans Le roi l'a dit, Tricolin dans Le Toréador, et le comte dans La Traviata.
De 1906 à 1913, et de 1919 à 1922, Carbonne a été directeur de scène à l'Opéra-Comique, responsable entre autres productions de la création de L'Heure espagnole de Ravel.
En 1911, Carbonne est devenu le premier président de l'Amicale des Régisseurs de Théâtre lors de sa fondation à Paris.